# الاتصالات في فلسطين
قطاع الاتصالات في الضفة الغربية وقطاع غزة الفلسطينيتين يواجه الكثير من المعيقات، مثل إتفاقية أوسلو التي وقعت مع السلطات الإسرائيلية، والتي أدت إلى منع استخدام ترددات الطيف الخاصة بقطاع الاتصالات اللاسلكية الا بموافقة الجانب الإسرائيلي وغيرها من المعوقات الأخرى، أدى ذلك كله إلى منع جلب التكنولوجيا الحديثة إلى فلسطين. وبعد جهد حصلت فلسطين إلى ترددات الجيل الثالث في الاتصالات اللاسلكية.
ليس اتفاق أوسلو الموقع مع الجانب الإسرائيلي الوحيد الذي يتحكم بقطاع الاتصالات في فلسطين، يوجد العديد من الأمور الأخرى التي تتحكم بهذا القطاع مثل قانون الاتصالات الفلسطيني والاتفاقيات الدولية بهذا الخصوص. يظهر الجدول مدى تأخر فلسطين عن دول الجوار بسبب اتفاقية أوسلو واثر الاحتلال الإسرائيلي على الأراضي الفلسطينية، والعديد من العراقيل للحصول على تكنولوجيا من دول العالم وتحكمهم بترددات الطيف الخاصة بفلسطين.
|    | فلسطين | الاردن | إسرائيل | الخدمات                                    |
| -- | ------ | ------ | ------- | ------------------------------------------ |
| 3G | 2015   | 2009   | 2006    | حجم بيانات قليل بالإضافة إلى مكالمات مرئية |
| 4G | -      | 2013   | 2014    | خدمات انترنت ذو نطاق عريض                  |

## وضع قطاع الاتصالات في فلسطين
لفلسطين وضع خاص بسبب وجود الاحتلال لسنوات عديدة. يوجد عدة عوامل تؤثر على قطاع الاتصالات، من اتفاقيات الدولية وقوانين حقوق الإنسان، وغيرها من القوانين الدولية التي تحكم هذا القطاع، بالإضافة إلى ذلك يوجد اتفاق أوسلو. هذا الاتفاق منح سلطة الاحتلال الحق في منع أي تكنولوجيا أو الحصول على أي ترددات جديدة بحجة الدواعي الأمنية. يوجد أيضا قانون للاتصالات الذي ينظم قطاع الاتصالات. التكنولوجيا المستخدمة في فلسطين لغاية الآن هي الجيل الثاني بينما يستخدم العالم الجيل الرابع 4G ويبحثون عن الجيل الخامس 5G. واخيرا، وافقت إسرائيل على منح ترددات الجيل الثالث جيل ثالث، هذا متاخر جدا. بينما في إسرائيل يستخدمون الجيل الثالث جيل ثالث منذ أكثر من 15 سنة ، ولديهم حاليا العديد من الشركات التي تعمل على الجيل الرابع 4G.

### تاريخ وتطور قطاع الاتصالات وبنيته التحتية في الضفة الغربية وقطاع غزة

صورة رقم 5: التسلسل الزمني للاتصالات في فلسطين

منذ 1967 وحتى عام 1995 خضع قطاع الاتصالات لسيطرة وإدارة الاحتلال الإسرائيلي. في سنة 1993، وقعت منظمة التحرير الفلسطينية اتفاقية أوسلو التي نظمت قطاع الاتصالات واعطت إسرائيل الحق في التحكم في ومنح الترددات الخليوية الجديدة. في عام 1995، اعطت إسرائيل الصلاحيات على قطاع الاتصالات الأرضية للسلطة الفلسطينية واصدرت اللجنة التنفيذية لمنظمة التحرير الفلسطينية عام 1996 قانون رقم (3) لسنة 1996 بشأن الاتصالات السلكية واللاسلكية. في عام 1997، منحت السلطة الفلسطينية عقد احتكاري لشركة الاتصالات الفلسطينية "بالتل" للعمل في فلسطين.

#### الاتصالات الخليوية
يعتبر الطيف الترددي النطاقات التي تمنحها الدولة وتديرها كثروة وطنية، وتعتبر ثروه طبيعية كما الموارد الطبيعيه، تقوم الدولة على إدارتها كثروة وطنية، وهي بذلك حق سيادي للدولة على إقليميها يخضع لسيطرتها بالكامل. في فلسطين، تم تنظيم قطاع الاتصالات في فلسطين بموجب المادة (36) من الاتفاقية الفلسطينية الإسرائيلية المؤقتة بشأن الضفة الغربية وقطاع غزة 28 أيلول 1995، ولكنها ابقت الاتفاقية لاسرائيل حق إدارة الطيف الترددي واعطت السلطة الفلسطينيه منح الترددات لمزودي خدمات الاتصالات اللاسلكية والاذاعية لكن في التطبيق ظلت إسرائيل مقيِّدة لوصول الجانب الفلسطيني للترددات المطلوبة عبر بنود إتفاقية اوسلو.
في عام 1999، اعطت إسرائيل أول ترددات لعمل شركة تابعة لشركة الاتصالات الفلسطينية بالتل تسمى جوال للعمل في قطاع الاتصالات اللاسلكية، ووضعت شرط ان يتم مشاركة الترددات مع الشركات الإسرائيلية. في عام 2007، منحت السلطة الفلسطينية التراخيص اللازمة لعمل شركة الوطنية موبايل (أصبحت أوريدو فلسطين في 2018). وفي عام 2009، اعطت إسرائيل شركة الوطنية الترددات اللازمة لعملها في الضفة الغربية فقط. في عام 2015، وافقت إسرائيل على إعطاء الفلسطينيين ترددات الجيل الثالث 3G للعمل ومن المحتمل ان يعمل في الضفة الغربية فقط.

### اثر هذا الوضع بقطاع الاتصالات في فلسطين
خسر الاقتصاد الفلسطيني الشيء الكثير من عدم استخدام جميع المصادر في قطاع الاتصالات فعلى سبيل المثال، تخسر الشركات الفلسطينية المزودة لخدمة الهواتف النقالة حوالي 80-100 مليون دولار سنويا بسبب عدم استخدامهم خدمات الجيل الثالث  3G. وبسبب أهمية هذا القطاع في تطور الاقتصاد بشكل عام. فهو يعتبر المحرك في التنمية، وداعم لباقي القطاعات من الصناعية والزراعية والصحية وغيرها. التنمية في هذا القطاع تمنح فرصة لباقي القطاعات في التنمية المجتمعية ككل. يحتاج المستخدمين الفلسطينيين الحصول على سرعات عالية في نقل البيانات من خلال شبكات الهاتف. سوف يساعد ذلك على زيادة الطلب على خدمات الإنترنت، من تطوير التطبيقات، إلى تشجيع العديد من المؤسسات الحكومية والخاصة لتطوير خدماتها من خلال الإنترنت وتطبيقات الهاتف، الذي يسهل على المستخدمين من الحصول على هذه الخدمات.

### ماذا يستطيع الفلسطينيون عمله في هكذا ظرف للحصول على الجيل الرابع 4G والاستفادة من مزاياه
هناك أمور يستطيع الفلسطينيين عملها في قطاع الاتصالات ضمن هذه الظروف:
- - على الفلسطينيين العمل بكل الطرق الممكنة من أجل الحصول على كافة حقوقهم بهذا القطاع.
  - التوسع في العلاقات الدولية، من أجل ان نجعل العالم شريك في دفاعنا وتحصيلنا لحقوقنا في هذا القطاع.
  - تطوير قانون الاتصالات الفلسطيني وتفعيل دور الهيئة الفلسطينية لتنظيم قطاع الاتصالات الفلسطينية من أجل الوصول لكل ما هو جديد ومتقدم في هذا المجال.